# Dysdera brignolii
Espèce
Dysdera brignolii est une espèce d'araignées aranéomorphes de la famille des Dysderidae.

## Distribution
Cette espèce est endémique du Turkménistan.

## Étymologie
Cette espèce est nommée en l'honneur de Paolo Marcello Brignoli.

## Publication originale
- Dunin, 1989 : Material on the fauna of spiders of the family Dysderidae (Aranei) from Turkmenistan. Entomologiceskoe Obozrenie, vol. 68, p. 865-874.